# SK Staden
SK Staden is een provinciale Belgische voetbalclub uit Staden. De club is sinds de jaren veertig aangesloten bij de KBVB met stamnummer 4396 en heeft rood-wit als clubkleuren. De eerste ploeg speelt in de provinciale afdelingen. SK Staden heeft ook een damesafdeling, die een decennium lang in de nationale reeksen speelde.

## Geschiedenis
In 2016 promoveerde de club onder leiding van trainer Christ Vandevijvere naar Tweede provinciale. Onder diens opvolger Nicolas Somers degradeerde Staden terug naar Derde provinciale, maar Somers bracht de club ook terug naar Tweede provinciale. In januari 2021 raakte bekend dat trainer en club op het einde van het seizoen in onderling overleg uit elkaar zouden gaan. Een paar weken later werd Nick De Groote aangesteld als zijn opvolger.

## Resultaten

### Seizoenen A-ploeg (dames)
| Seizoen | Reeks              | Niveau | Plaats | Punten | Beker        | Opmerkingen |
| ------- | ------------------ | ------ | ------ | ------ | ------------ | --- |
| 2005/06 | Derde klasse A     | 3      | 11     | 25     | ?            | |
| 2006/07 | Derde klasse A     | 3      | 11     | 25     | ?            | |
| 2007/08 | Derde klasse A     | 3      | 7      | 35     | ?            | |
| 2008/09 | Derde klasse A     | 3      | 12     | 15     | ?            | |
| 2009/10 | Derde klasse A     | 3      | 12     | 15     | ?            | |
| 2010/11 | Derde klasse A     | 3      | 8      | 32     | ?            | |
| 2011/12 | Derde klasse A     | 3      | 12     | 21     | Eerste ronde | |
| 2012/13 | Derde klasse A     | 4      | 8      | 30     | Tweede ronde | Women's BeNe League nieuwe hoogste niveau                                                                                      |
| 2013/14 | Derde klasse A     | 4      | 3      | 42     | Tweede ronde | Een punt tekort voor promotie naar Tweede klasse                                                                               |
| 2014/15 | Derde klasse A     | 4      | 7      | 36     | Derde ronde  | |
| 2015/16 | Derde klasse A     | 4      | 7      | 40     | ?            | 'Gedegradeerd' naar Eerste provinciale door competitiehervorming en verlies in eindronde tegen Ladies Oudenburg en Olsa Brakel |
| 2016/17 | Eerste Prov. W.Vl  | 4      | 2      | 72     | -            | |
| 2017/18 | Eerste Prov. W.Vl  | 4      | 2      | 72     | ?            | |
| 2018/19 | Eerste Prov. W.Vl  | 4      | 3      | 57     |              | |
| 2019/20 | Eerste Prov. W.Vl  | 4      | 5      | 36     |              | De competitie werd vervroegd stopgezet wegens de coronapandemie                                                                |
| 2020/21 | Eerste Prov. W.Vl  | 4      | -      | -      |              | De competitie werd geschrapt wegens de coronapandemie                                                                          |
| 2021/22 | Eerste Prov. W.Vl  | 4      | 4      | 47     |              | |
| 2022/23 | Eerste Prov. W.Vl  | 4      | 1      | 65     |              | Promotie naar Nationale |
| 2023/24 | Interprovinciale A | 3      | 12     | 11     |              | Degradatie |
| 2024/25 | Eerste Prov. W.Vl  | 4      | 2      | 61     |              | |
| 2025/26 | Eerste Prov. W.Vl  | 4      |        |        |              | |

## Trainers (heren)
- 2016/17:  Nicolas Somers
- 2017/18:  Nicolas Somers
- 2018/19:  Nicolas Somers
- 2019/20:  Nicolas Somers
- 2020/21:  Nicolas Somers
- 2021/22:  Nick De Groote